# Eric Cremin
Eric James Cremin (Mascot, Sydney, 15 juni 1914 - Singapore, 29 december 1973) was een golfprofessional uit Australië.
Eric Cremin was het vijfde kind van metselaar William Cremin en zijn echtgenote Theresa Evelyn Coffey. Hij verliet school toen hij 14 jaar was om als caddie te gaan werken op de Australian Golf Club, waar een oudere broer voor de greenkeeper werkte. Van leden kreeg hij golfclubs om te kunnen oefenen.

In 1935 werd Cremin assistent-professional. Twee jaar later speelde hij voor het eerst een professional toernooi. In zijn eerste seizoen won hij al twee PGA kampioenschappen. Omdat hij klein en tenger was, legde hij zich toe op het korte spel.
In 1938 trouwde hij, en toen de oorlog uitbrak, wilde hij in het leger, maar hij werd afgekeurd wegens platvoeten. In 1939 speelde hij in het Filipijns Open. Vanaf dat moment zette hij zich in voor het ontwikkelen van golftoernooien in Azië.
Toen hij niet meer genoeg verdiende met het spelen van toernooien, werd hij in 1955 leraar op de Rosville Golf Club. In 1969 werd hij de pro van de Valley Golf Club in Manilla en in 1971 verhuisde hij naar de Island Country Club in Singapore. Daar overleed hij op de eerste tee van de Sine Road Golf aan een hartaanval.

## Gewonnen
- 1937: Australian PGA, New South Wales PGA
- 1938: Australian PGA, New South Wales PGA
- 1946: Queensland Open, Victorian PGA
- 1947: New South Wales PGA, Victorian PGA
- 1948: Queensland Open
- 1949: Australian Open, New South Wales Open, Victorian PGA, Western Australia Open
- 1950: New South Wales Open, Queensland Open, Adelaide Advertiser Tournament, McWilliams Wines Tournament, New South Wales PGA
- 1951: Adelaide Advertiser Tournament
- 1954: New South Wales PGA, Western Australia Open
- 1955: Ampol Tournament
- 1956: Queensland Open
- 1957: Queensland Open
- 1960: Adelaide Advertiser Tournament